# Улрих VIII фон Регенщайн-Бланкенбург
Улрих VIII фон Регенщайн-Бланкенбург (на немски: Ulrich VIII von Regenstein-Blankenburg; † между 1 януари 1489 и 28 октомври 1489) е граф на Регенщайн и господар на Бланкенбург в Харц.

## Произход и наследство
Той е големият син на Бернхард IV фон Регенщайн-Бланкенбург (I) († 1422/1423) и съпругата му Агнес фон Шварцбург-Лойтенберг († сл. 1414), вдовица на граф Лудвиг XI фон Ринек († 1408), дъщеря на граф Хайнрих XV фон Шварцбург-Лойтенберг († 1402) и Анна фон Ройс-Плауен († 1412). Внук е на граф Улрих VIII фон Регенщайн († 1410) и Катарина фон Липе († 1425). По-малкият му брат е граф Бернхард IV фон Регенщайн-Бланкенбург († 1458), граф на Регенщайн, женен през 1441/1444 г. за Елизабет дон Мансфелд († 1474) и баща на Улрих VIII (IV/XV) Млади († 1524), граф на Регенщайн-Бланкенбург.
През 15 век графската фамилия фон Регенщайн се мести от замък Регенщайн при Бланкенбург в дворец Бланкенбург. Последният мъжки представител на благородническия род, граф Йохан Ернст фон Регенщайн умира през 1599 г. Части от графството стават Графство Бланкенбург.

## Фамилия
Първи брак: пр. 26 август 1444 г. с Лутрад/Лутрада († пр. 13 февруари 1472). Бракът е бездетен.
Втори брак: пр. 13 февруари 1472 г. с Юта фон Залм-Райфершайт (* пр. 1472; † сл. 1479), дъщеря на граф Йохан VI фон Залм-Райфершайд († 1475) и Ирмгард фон Вефелингхофен († 1474). Бракът е бездетен.